# Доминиссини, Лорис
Лорис Доминиссини (итал. Loris Dominissini; 19 ноября 1961, Удине, Италия — 4 июня 2021, Сан-Вито-аль-Тальяменто, Италия) — итальянский футболист и тренер.

## Карьера
Воспитанник «Удинезе». За родную команду провел 17 матчей в Серии А, однако большую часть карьеры Доминиссини выступал в Серии B и в Серии C. Завершив карьеру, бывший футболист занялся тренерской деятельностью. В первое время Доминиссини работал с юниорами «Удинезе», а с 2000 по 2002 год он был главным тренером «Комо». Всего за два сезона тренеру удалось вывести клуб из Серии С в Серию А. Однако в элите дела команды не заладились. В первых 11 турах «Комо» не одержал ни одной победы, после чего Доминиссини был отправлен в отставку.
В феврале 2006 года наставник вернулся в Серию А. Он сменил Серсе Косми на посту главного тренера «Удинезе». За это время «маленькие зебры» провели в чемпионате шесть матчей (в них они набрали только два очка), а также дошли до 1/8 финала Кубка УЕФА. В это время фактически командой руководил аргентинец Роберто Сенсини, у которого не было необходимой лицензии. 20 марта тренерский дуэт покинул «Удинезе», уступив место Джованни Галеоне.
Некоторое время в бельгийском клубе «Визе», но успехов с ним не достиг.
Скончался 4 июня 2021 года на 60-м году жизни в госпитале Сан-Вито-аль-Тальяменто от болезни COVID-19.

## Достижения

### Футболиста
Чемпион Серии B (1)1992/1993.

### Тренера
Чемпион Серии B (1)2001/2002.